# Kandagawa Jet Girls
Kandagawa Jet Girls (яп. 神田川JET GIRLS Кандагава Джет Гёлз) — оригинальный аниме-сериал, а также мультимедийный проект, созданный компаниями Kadokawa, Marvelous и EGG FIRM.

## Сюжет
История о девушках, которые соревнуются в гонках на водных лыжах.

## Персонажи
Рин Намики (яп. 波黄 凛 Намики Рин)
Сэйю: Ю Сасахара
Миса Аои (яп. 蒼井 ミサ Аои Миса)
Сэйю: Рико Кохара
Кагуя Синдзюин (яп. 紫集院 かぐや Синдзю:ин Кагуя)
Сэйю: Адзуса Тадокоро
Куромару Мампуку (яп. 満腹 黒丸 Мампуку Куромару)
Сэйю: Ая Судзаки
Пан Суи (яп. パン・ツウィ Пан Цууй)
Сэйю: Руми Окубо
Пан Тина (яп. パン・ティナ Пан Тина)
Сэйю: Наоми Одзора
Дженнифер Пич (яп. ジェニファー・ピーチ Джэнифа: Пи:ти)
Сэйю: Линн
Эмили Орандж (яп. エミリー・オレンジ Эмири: Орэндзи)
Сэйю: Ай Файруз
Манацу Сираиси (яп. 白石 マナツ Сираиси Манацу)
Сэйю: Тика Андзай
Юдзу Мидорикава (яп. 緑川 ゆず Мидорикава Юдзу)
Сэйю: Каори Маэда
Фука Тамаки (яп. 環 楓花 Тамаки Фу:ка)
Сэйю: Аяка Асаи
Инори Мицуда (яп. 翠田 いのり Мицуда Инори)
Сэйю: Ая Утида

## Медиа

### Игра
Планируется к выходу на PlayStation 4, изданная Marvelous и разработанная её дочерней компанией Honey∞Parade Games.

### Аниме
26 июля 2019 года Kadokawa, Marvelous и EGG FIRM объявили о новом мультимедийном проекте за авторством продюсера Кэнъитиро Такаки. Он сообщил, что новый мультимедийный проект будет включать запланированную игру и аниме-сериал. Сериал создан на студии TNK под руководством режиссера Хираку Канэко, по сценарию Го Заппа, художником по персонажам стал Цутому Миядзава. Премьера состоится в октябре 2019 года.

## Примечание
1. ↑  Blu-ray&DVD TV anime "Kandagawa Jet Girls" Official Cite. kjganime.com. Дата обращения: 11 октября 2019. Архивировано 27 января 2021 года.
2. 1 2 3 4 5 6 7 8 9 10 11 12 13  Kandagawa Jet Girls Anime Reveals Video, Cast, October Premiere. Anime News Network (1 августа 2019). Дата обращения: 1 августа 2019. Архивировано 15 июня 2021 года.
3. ↑  Kadokawa, Marvelous, Egg Firm Announce Kandagawa Jet Girls Project. Anime News Network (26 июля 2019). Дата обращения: 1 августа 2019. Архивировано 18 февраля 2021 года.